# Pavol Kalinaj
Pavol Kalinaj (14. července 1915, Bijacovce – 17. února 1951, Bratislava) pracovník Místního velitelství Sboru národní bezpečnosti v Bratislavě a oběť komunismu, popraven za vyzvědačství a ohrožení obrany republiky.

## Život
Pavol Kalinaj se narodil v Bijacovcích, okres Levoča. V roce 1937 narukoval na vojenskou prezenční službu do Opavy. Dvakrát byl raněn v bojích a v roce 1940 sloužil jako četař na Vrchním velitelství policie v Bratislavě. Odtud ho propustili jako nespolehlivého v roce 1942, kvůli odůvodněnému podezření z ukrývání židovského obyvatelstva.
Později pracoval v kanceláři Místního velitelství Sboru národní bezpečnosti v Bratislavě, kde se setkal s Bernardem Jaska a pomáhal získávat informace o perzekuci katolické církve.
17. února 1951 ve 4:55 ráno Bernarda Jaška a Pavla Kalinaja popravili na nádvoří soudního vězení v Bratislavě.
Dne 30. listopadu 1990 byli rehabilitováni rozsudkem Vyššího vojenského soudu v Trenčíně a 16. června 2004 jim prezident republiky udělil Řád Ľudovíta Štúra III. třídy in memoriam.
V roce 2012 vznikl o Pavlovi Kalinajovi a o jeho kolegovi Bernardu Jaškovi dokumentární film 22 hlav. Archivováno 13. 7. 2020 na Wayback Machine.

## Připomínky
- Jeho jméno je uvedeno na pamětní desce popraveným příslušníkům Sboru národní bezpečnosti umístěné na fasádě v podloubí před vstupem do budovy Policejního prezidia České republiky na adrese Strojnická 935/27, 170 89 Praha 7 – Holešovice.[2][3]
- Jeho jméno je rovněž uvedeno na Pomníku Miladě Horákové a Obětem komunismu v Praze 4 - Nuslích na Náměstí Hrdinů, u stanice metra Pražského povstání, před Vrchním soudem v Praze a Vrchním státním zastupitelstvím v Praze.[4]
- Jeho jméno je uvedeno na desce v řadě 6 na Čestném pohřebišti popravených a umučených z 50. let (III. odboj) na Ďáblickém hřbitově.[5]
- Pamětní deska s jeho jménem se nachází na hrobě (sektor 28, hrob č. 415) na Martinském cintorínu (hřbitově) v Bratislavě: "NA TOMTO CINTORÍNE ODPOČÍVAJÚ AJ TOMÁŠ CHOVAN 27.12.1926 – 8.11.1951, PAVOL KALINAJ 14.7.1915 – 17.2.1951, BERNARD JAŠKO 22.4.1923 – 17.2.1951 A ĎALŠÍ POLITICKÍ VÄZNI, KTORÍ BOLI POPRAVENÍ ALEBO ZOMRELI VO VÄZENÍ V BRATISLAVE. NECH ODPOČÍVAJÚ V POKOJI! KPVS, 2021".[6]

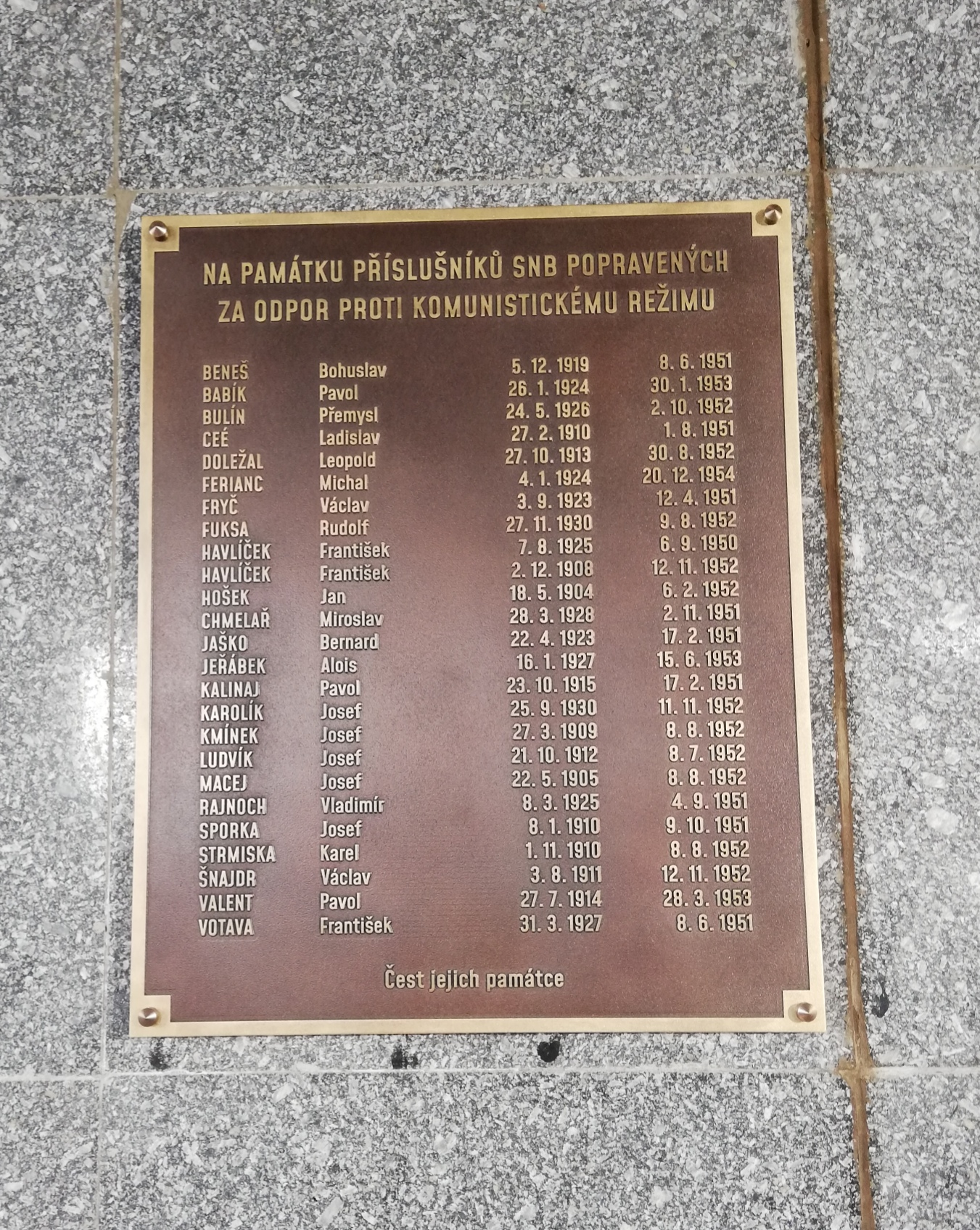
Pamětní deska popraveným příslušníkům Sboru národní bezpečnosti se jménem P. Kalinaje v pražských Holešovicích
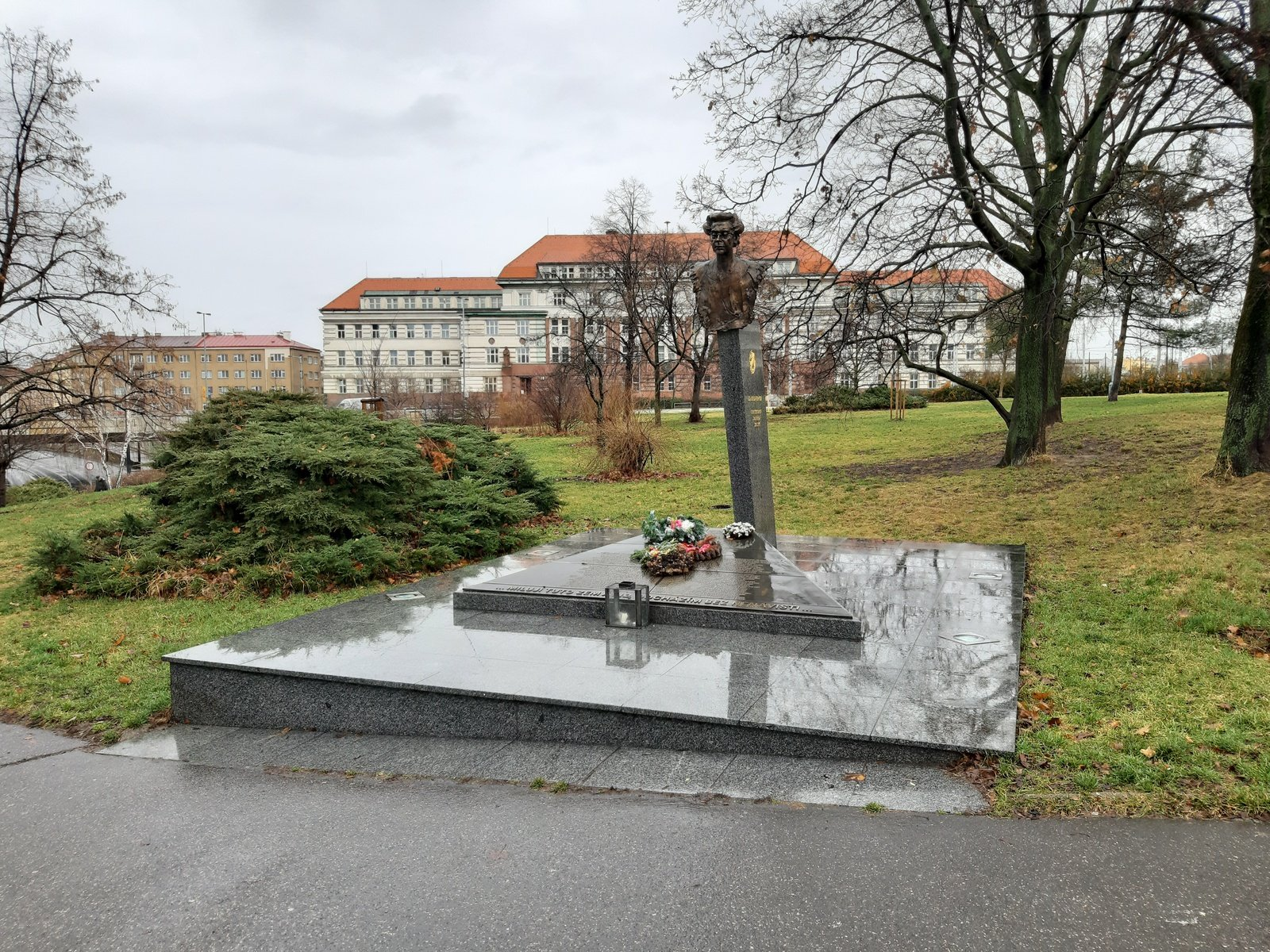
Pomník na náměstí Hrdinů v Praze 4 - Nuslích
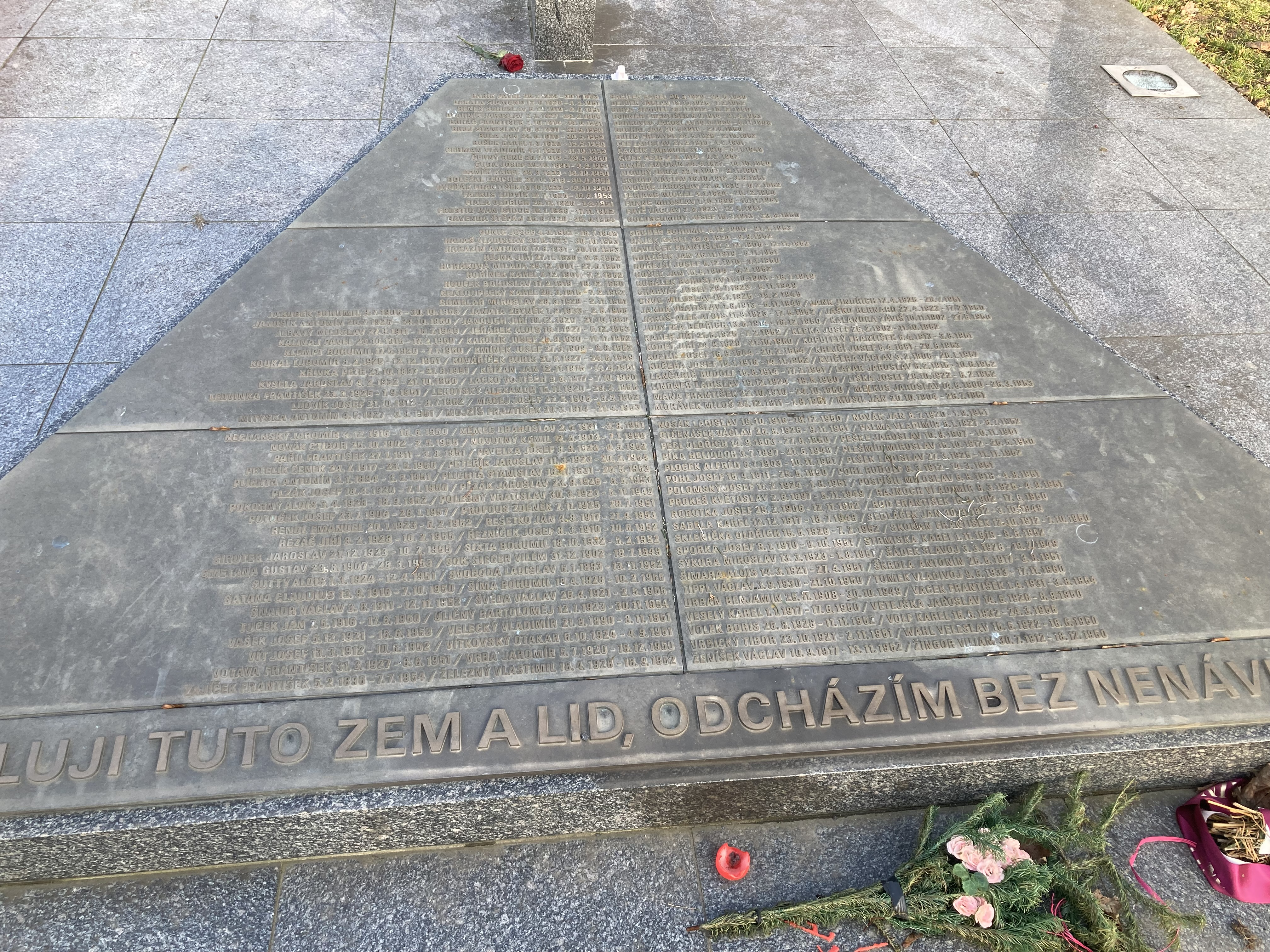
Seznam obětí komunismu se jménem P. Kalinaje na pomníku na náměstí Hrdinů v Praze 4 - Nuslích
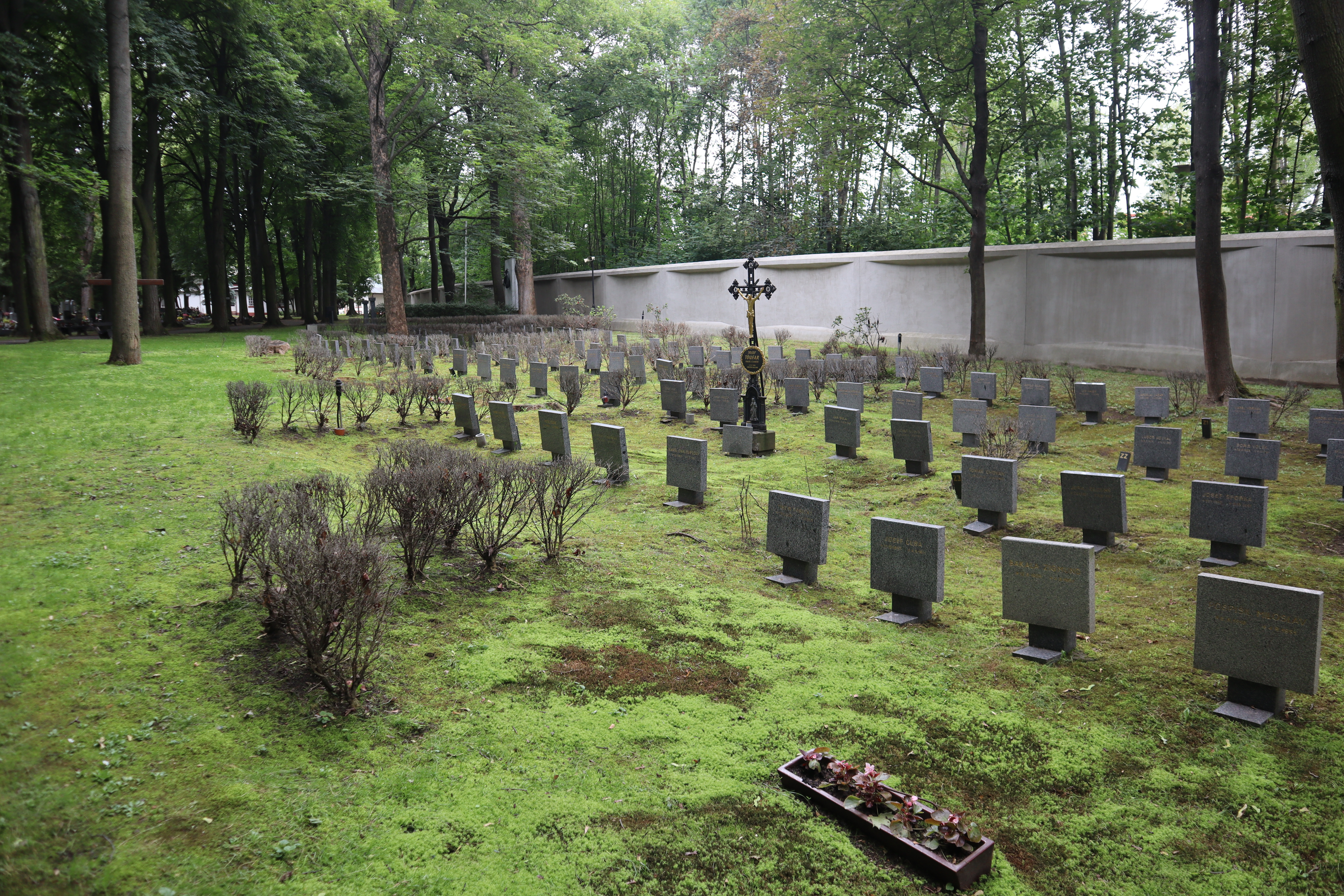
Čestné pohřebiště popravených a umučených z 50. let (III. odboj) na Ďáblickém hřbitově
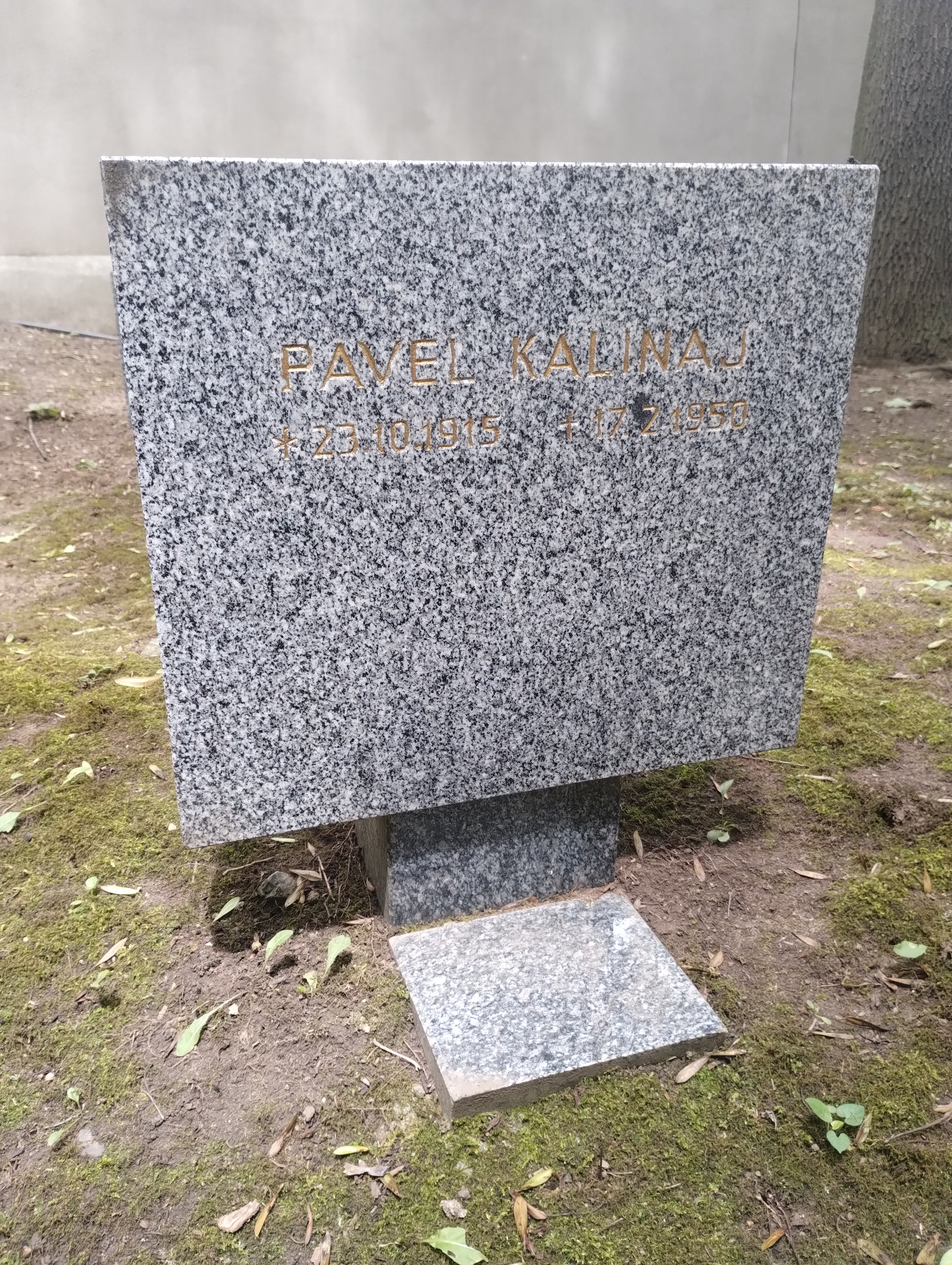
Symbolický náhrobek P. Kalinaje na Čestném pohřebišti v Ďáblicích